# Reino de Salonica
O reino de Salonica ou reino de Tessalónica (português europeu) ou reino de Tessalônica (português brasileiro) foi um dos estados cruzados que teve uma curta duração durante o século XIII. Foi criado na sequência da Quarta Cruzada. Tinha sua capital em Salonica (atualmente na Grécia).

## Bonifácio de Monferrato
Bonifácio I de Monferrato, o comandante da Quarta Cruzada, era visto tanto pelos cruzados como pelos Bizantinos como o mais provável imperador depois da tomada de Constantinopla em 1204. No entanto, os Venezianos acharam que Bonifácio tinha demasiados laços com o império, uma vez que o seu irmão Conrado pertencia, pelo casamento, à família imperial bizantina. Os Venezianos quiseram, portanto, um imperador que pudessem controlar mais facilmente, e escolheram Balduíno da Flandres como primeiro imperador do Império Latino.

## A conquista de Salonica
Bonifácio aceitou, relutantemente, esta situação, e decidiu ir conquistar Salonica, a segunda maior cidade bizantina. De início teve de competir com o imperador Balduíno, que também cobiçava a cidade, mas foi Bonifácio quem venceu a disputa, cedendo aos Venezianos os seus territórios em Creta. Tendo tomado a cidade em finais de 1204, Bonifácio fundou um reino, nominalmente subordinado ao imperador Balduíno, muito embora o título de rei nunca tenha sido utilizado oficialmente. Fontes posteriores sugerem que Bonifácio teria baseado os seus direitos ao trono de Salonica no facto de o seu irmão Rainério ter recebido Salonica aquando do seu casamento com Maria Comnena em 1180.

## Território
O reino abarcava território ao longo das costas egeias da Trácia, da Tessália e da Macedónia, mas as fronteiras interiores eram indefinidas, uma vez que o reino estava permanentemente em guerra com os Búlgaros, que se esforçavam por conquistar território ao Império Bizantino, e com o Despotado do Epiro, um dos "estados sucessores" do Império, que por seu lado tentava reconquistar Constantinopla. O reino enfrentava também ataques do imperador deposto Aleixo III Ângelo, que se refugiara em Corinto, embora tivesse sido rapidamente derrotado. Depois desta vitória, Bonifácio capturou a ilha da Eubeia e ajudou outros cruzados a estabelecer-se no Ducado de Atenas e no Principado da Acaia, que se tornaram estados vassalos do reino de Salonica. Também exerceu suserania sobre o Marquesado de Bodonitsa.

## O fim do reino de Salonica
O governo de Bonifácio durou menos de dois anos, ao fim dos quais o rei caiu numa emboscada de Joanitzes da Bulgária e foi morto a 4 de setembro de 1207. O título foi herdado pelo filho de Bonifácio, Demétrio, ainda um bebé, pelo que o poder foi exercido de facto pelos nobres da corte.  Estes revoltaram-se quase imediatamente contra o Império Latino, mas foram esmagados pelo imperador Henrique da Flandres em 1209. Eustáquio, irmão de Henrique, tornou-se então regente em nome de Demétrio. Tirando partido desta situação, Miguel I do Epiro, anteriormente aliado de Bonifácio, atacou o reino em 1210, ao mesmo tempo que os Búlgaros faziam o mesmo. Henrique conseguiu derrotar ambas as invasões. Teodoro, irmão de Miguel, continuou a atacar o reino depois da morte do rei em 1215.
Ao longo dos nove anos seguintes, Teodoro foi conquistando gradualmente todo o território do reino à excepção da própria cidade de Salonica, desprovida de auxílio uma vez que o Império Latino dedicava todos os esforços a combater o mais poderoso Império de Niceia. Em 1224, quando Demétrio atingiu a maioridade, Teodoro conseguiu finalmente tomar o reino de Salonica e este tornou-se parte do Despotado do Epiro.
O reino foi reclamado por diversos pretendentes da casa de Monferrato até 1284, e também pelos duques da Borgonha; Balduíno II de Constantinopla prometeu o título a Hugo IV caso recuperasse o trono do Império Latino.

## Governantes

### Reis de Salonica
- Bonifácio I de Monferrato (1204—1207)
- Demétrio de Monferrato (1207—1224)
  - ? (regente, 1207—1209)
  - Eustáquio da Flandres (regente, 1209—1216)
  - ? (regente, 1216—1224)

### Reis titulares de Salonica
- Demétrio de Monferrato (1225—1230)
- Frederico II do Sacro Império Romano-Germânico (1230—1239)
- Bonifácio II de Monferrato (1239—1253)
- Guilherme VII de Monferrato (1253—1284)
- Hugo IV, Duque da Borgonha (1266—1271) (rival)
- Roberto II, Duque da Borgonha (1273—1305) (rival até 1284)
- Hugo V, Duque da Borgonha (1305—1313)
- Luís da Borgonha (1313—1316)
- Odo IV, Duque da Borgonha (1316—1320?) (os direitos à sucessão foram talvez vendidos, mas deixaram de ser reclamados depois de 1320)